# Shields (Míchigan)
Shields es un lugar designado por el censo ubicado en el condado de Saginaw en el estado estadounidense de Míchigan. En el Censo de 2010 tenía una población de 6587 habitantes y una densidad poblacional de 386,16 personas por km².

## Geografía
Shields se encuentra ubicado en las coordenadas 43°25′2″N 84°4′23″O / 43.41722, -84.07306. Según la Oficina del Censo de los Estados Unidos, Shields tiene una superficie total de 17.06 km², de la cual 16.65 km² corresponden a tierra firme y (2.38%) 0.41 km² es agua.

## Demografía
Según el censo de 2010, había 6587 personas residiendo en Shields. La densidad de población era de 386,16 hab./km². De los 6587 habitantes, Shields estaba compuesto por el 95.95% blancos, el 1.09% eran afroamericanos, el 0.24% eran amerindios, el 0.79% eran asiáticos, el 0% eran isleños del Pacífico, el 0.76% eran de otras razas y el 1.17% pertenecían a dos o más razas. Del total de la población el 4.31% eran hispanos o latinos de cualquier raza.